# NRW-Tarif

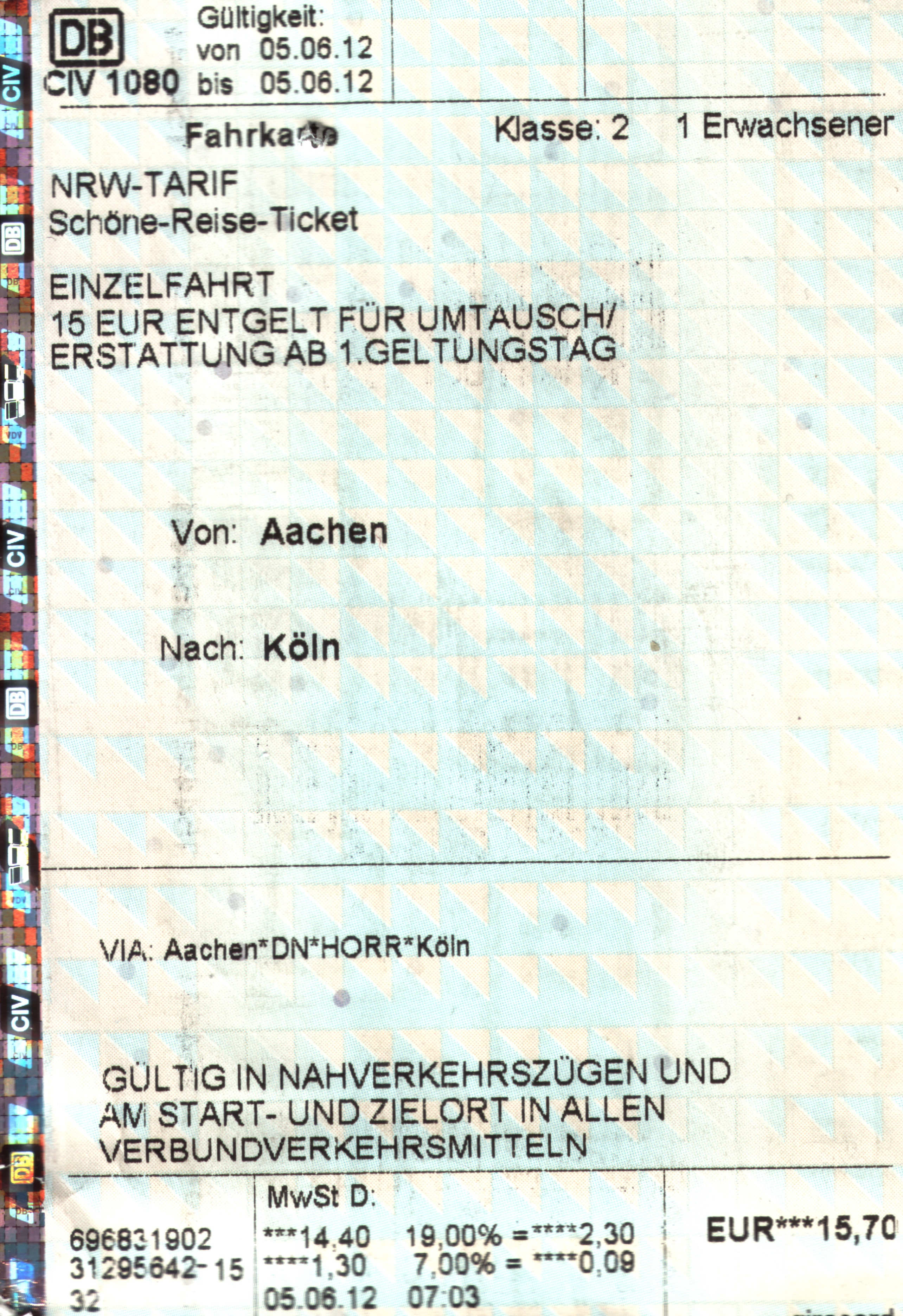
SchöneReise Ticket NRW

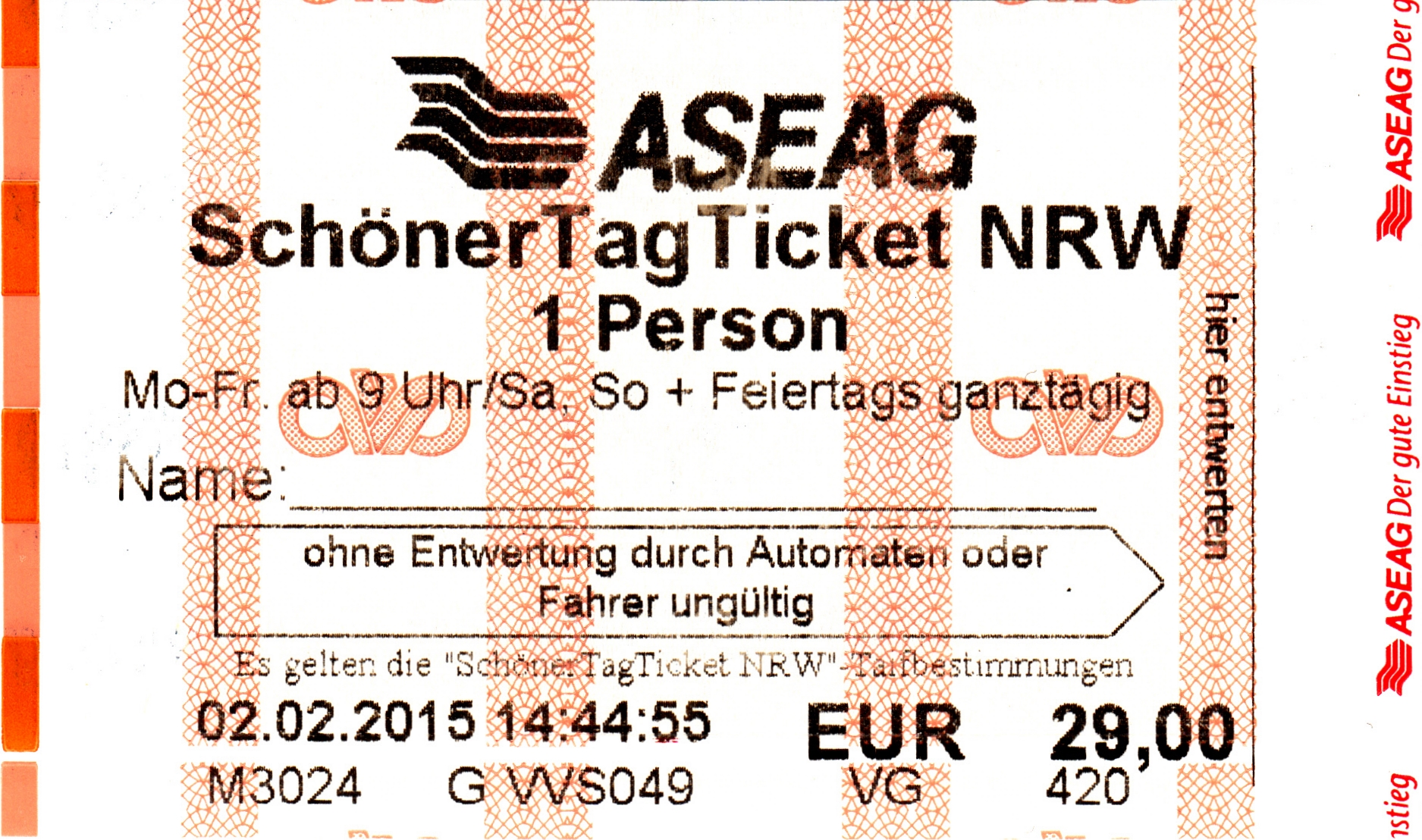
SchönerTag Ticket NRW

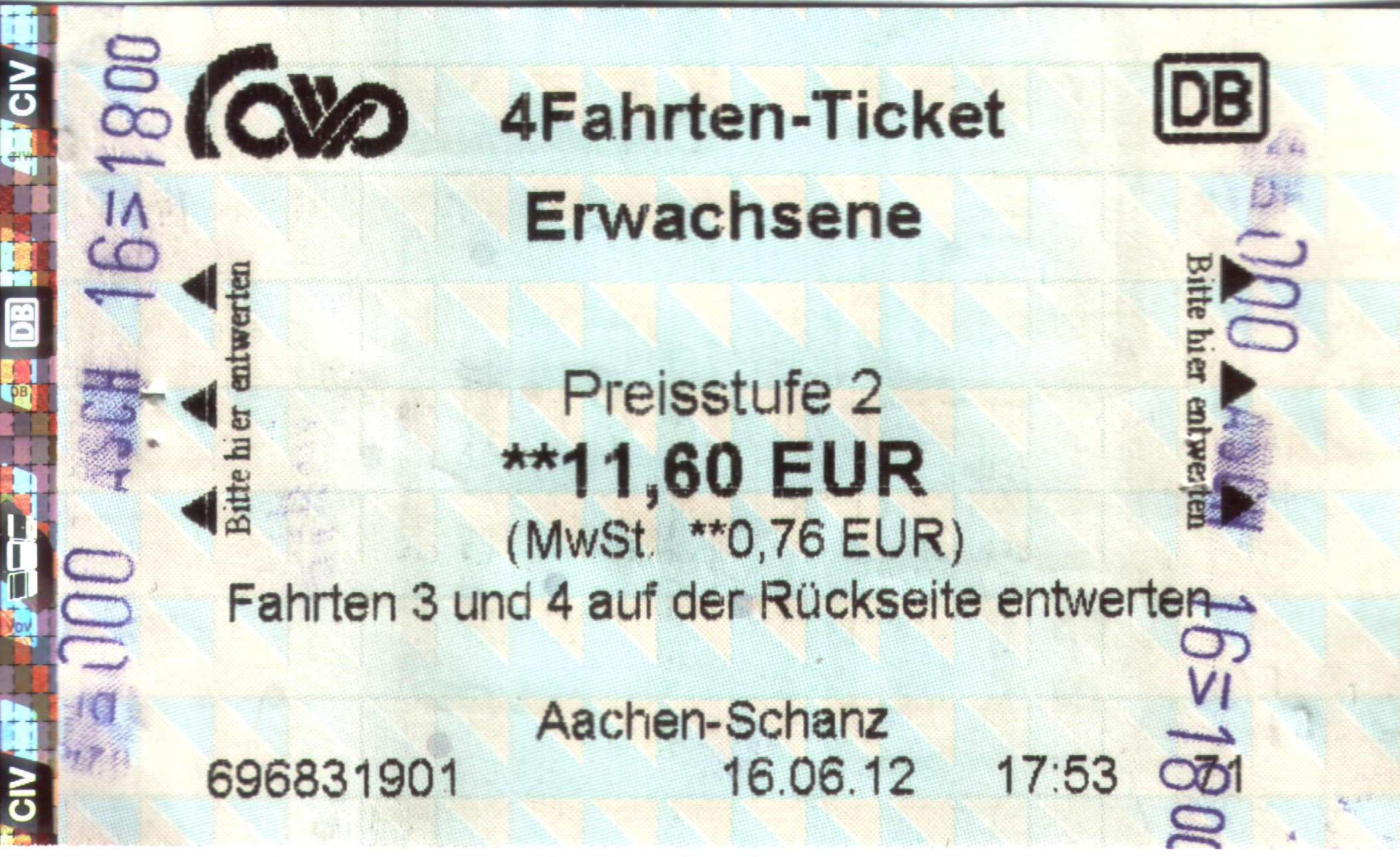
Verbundtarif – AVV / DB 4-Fahrten-Ticket

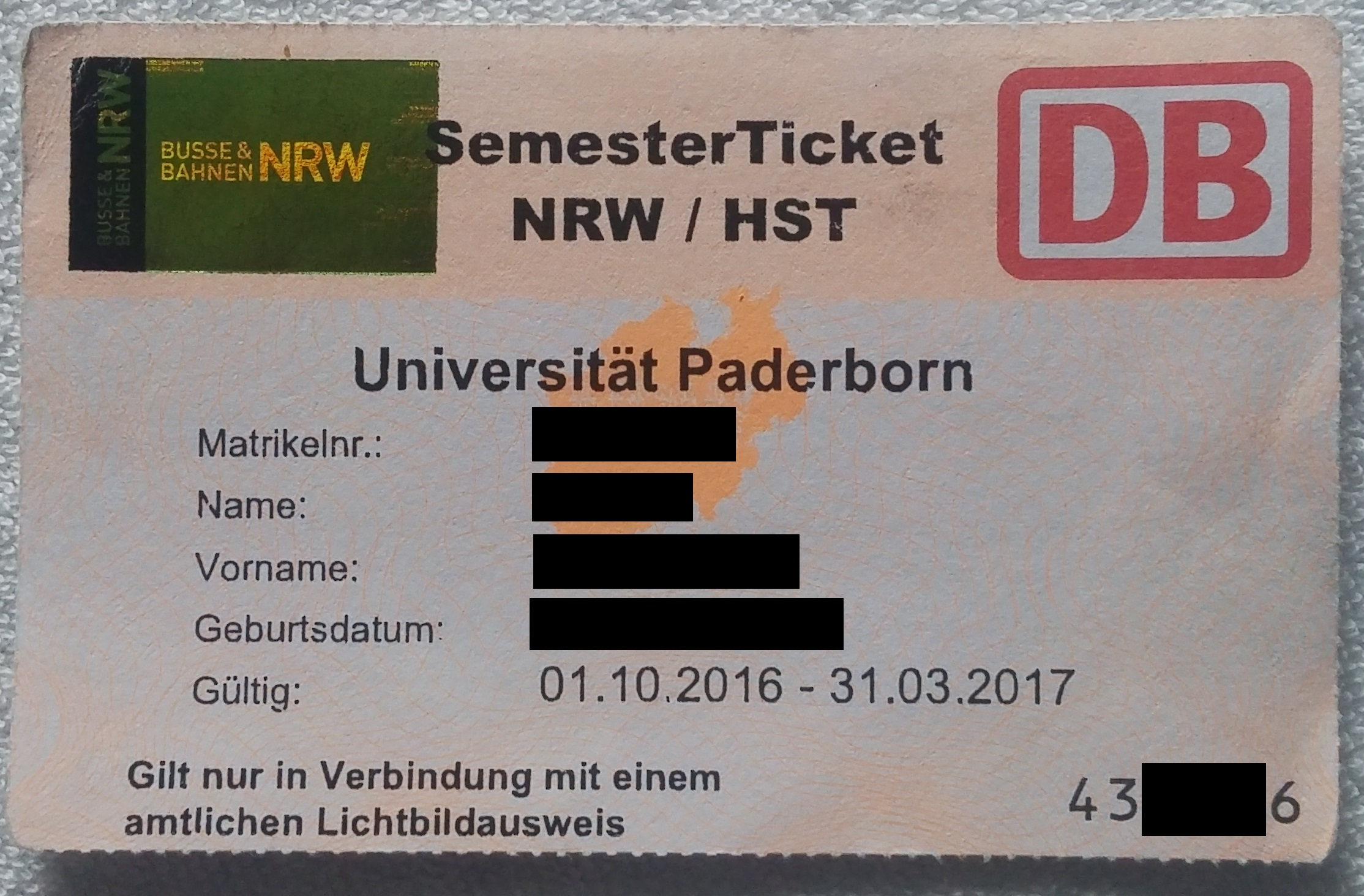
SemesterTicket NRW

Der NRW-Tarif ist ein im öffentlichen Personennahverkehr von Nordrhein-Westfalen (NRW) landesweit angewandter Beförderungstarif. Mit ihm sollen die tariflichen Barrieren zwischen Bus und Bahn einerseits und den verschiedenen Verkehrsverbünden und -gemeinschaften andererseits abgebaut werden. Rechtlich ist er in NRW Nachfolger des Nahverkehrstarifs der Deutschen Bahn.

## Geschichte
Bereits ab 1. August 2004 (Stufe 1) wurden folgende Fahrkarten als „Vorlaufleistung“ eines Pauschalpreis-Tarifs angeboten:
- SchöneFahrtTicket NRW (Erwachsene/Kind) für eine Fahrt in Richtung auf ein Fahrtziel innerhalb von 2 Stunden
- SchönerTagTicket NRW Single für beliebig viele Fahrten Montag – Freitag ab 9 Uhr sowie samstags, sonntags und an gesetzlichen Feiertagen ganztägig
- SchönerTagTicket NRW 5 Personen für beliebig viele Fahrten Montag – Freitag ab 9 Uhr sowie samstags, sonntags und an gesetzlichen Feiertagen ganztägig
- SchönesJahrTicket NRW für beliebig viele Fahrten innerhalb eines Jahres
- SchöneFerienTicket NRW für beliebig viele Fahrten innerhalb des jeweiligen Ferienzeitraums

Neu und bundesweit ohne Vorbild war das Kurzreiseticket für bis zu 2 Stunden freie Fahrt in einer Richtung, also ohne Rückfahrtmöglichkeit. Ein Länderticket und das für NRW hierfür als Vorbild anzusehende SchöneFerienTicket NRW gab es bereits vorher. Diese Tickets wurden jedoch mit der 1. Stufe des Landestarifs zu regulären Angeboten ausgebaut.
Am 12. Juni 2005 startete der Verkauf von relationsbezogenen Fahrkarten (Stufe 2). Diese erweiterten den Nahverkehrstarif der Deutschen Bahn um die Möglichkeit, mit nur einem Fahrschein sowohl den Schienenpersonennahverkehr als auch im Vor- und Nachlauf (Anfahrt zum Startbahnhof und Weiterfahrt ab Zielbahnhof) Stadtbahnen, Straßenbahnen und Busse in ganz NRW benutzen zu können.
Der NRW-Tarif ersetzte den bisherigen Nahverkehrstarif der DB in Nordrhein-Westfalen, der jedoch nach wie vor für die Preisbildung des Schienenanteils der Fahrt herangezogen wurde. Für den Vor- und Nachlauf mit kommunalen Verkehrsmitteln wurde ein pauschaler Aufpreis in den Ticketpreis eingerechnet. Dieser Aufpreis von zunächst 70 Cent für jedes Einzelticket wurde jährlich erhöht und betrug ab dem 1. Januar 2010 bereits 1,20 Euro. Bei Fahrkarten mit BahnCard-Rabatt reduziert sich der Preis entsprechend dem jeweiligen Rabattsatz. Der Aufschlag war nach dem Solidarprinzip verbindlich, d. h., er musste auch entrichtet werden, wenn für den Vor- und/oder Nachlauf in Regionen mit schlecht ausgebautem örtlichen Nahverkehr gar keine kommunalen öffentlichen Verkehrsmittel genutzt werden können (besonders auch an Sonn- und Feiertagen). Durch dieses Prinzip erhöhten sich auch für Berufspendler, die mit Park-and-ride ihren Startbahnhof erreichen und am Zielort ihren Arbeitsplatz zu Fuß erreichen können, also keinerlei Bedarf für eine Nutzung im Vor- und Nachlauf haben, die Nahverkehrspreise. Andererseits können auch langlaufende Regionalbusverbindungen (z. B. Münster Hbf – Vreden, ca. 68 km) im Rahmen des Vor-/Nachlaufs mit RelationspreisTickets zurückgelegt werden.
Seit dem 10. Juni 2007 gilt zwischen zwei Gemeinden in NRW ein fester Verbindungspreis (Stufe 3). Zuvor war der Preis unmittelbar vom Start- und/oder Zielbahnhof der Fahrt abhängig.
Seit dem 13. Dezember 2015 ist der NRW-Tarif ein vom DB-Nahverkehrstarif unabhängiger Relationstarif. Zwischen Start- und Zielgemeinde dürfen alle Verkehrsmittel auf allen verkehrsüblichen Wegen benutzt werden.
Der NRW-Tarif wird ab 1. August 2017 für verbundraumüberschreitende Fahrten im westfälischen Landesteil durch einen neuen Tarifverbund „Westfalentarif“ ersetzt. Hiervon sind allerdings westfälische Ruhrgebietsstädte wie Bochum ausgenommen. Die parallele Zugehörigkeit zu VRR und dem neuen Tarifverbund ist nur für Dortmund, Hagen und einige angrenzende Tarifgebiete vorgesehen.

## Anwendungsbereich
Der NRW-Tarif ist der landesweite Tarif für Nahverkehrsfahrten zwischen den Regionen des Landes Nordrhein-Westfalen. Er stellt die Haus-zu-Haus-Tarifierung im NRW-Nahverkehr für alle Bus- und Bahnverbindungen zwischen den Verbundräumen in NRW sicher. Der Vorteil: Nahverkehrskunden müssen an den Verbundraumgrenzen bzw. beim Umsteigen kein neues Ticket mehr lösen. Sie können mit demselben Ticket alle Busse, Straßen-, Stadt- und U-Bahnen sowie Nahverkehrszüge nutzen. Ein weiterer Pluspunkt: Der NRW-Tarif bindet alle Städte und Gemeinden in NRW ein. Bus- und Bahnkunden können auch von Orten ohne Schienenanschluss mit einem Ticket in jeden anderen Ort innerhalb Nordrhein-Westfalens reisen.
Der NRW-Tarif wird angewendet bei Fahrten im Nahverkehr innerhalb von Nordrhein-Westfalen und der Stadt Osnabrück, wenn die Tarifkragen- und Tarifraumgrenzen überschritten werden und kein Übergangstarif existiert. Seit dem 13. Dezember 2015 dürfen auch bei Relationspreistickets von der Start- zur Zielgemeinde alle Verkehrsmittel auf allen verkehrsüblichen Wegen benutzt werden. Davor musste ab einem Bahnhof in der Startgemeinde bis zu einem Bahnhof in der Zielgemeinde (bei Gemeinden ohne Bahnanschluss jeweils ab/bis einer vorgegebenen Nachbargemeinde) der Schienenpersonennahverkehr benutzt werden.
Darüber hinaus gilt der NRW-Tarif auch auf einigen Transitstrecken außerhalb von NRW. Sie dürfen mit relationsbezogenen Fahrkarten und/oder Karten zum Pauschalpreis des NRW-Tarifs im Schienenpersonennahverkehr befahren werden (z. B. die Siegstrecke).
Mit dem NRW-Tarif wird somit das bereits auf der Ebene der Verbund- und Gemeinschaftstarife umgesetzte Prinzip der Haus-zu-Haus-Tarifierung auf alle Nahverkehrsverbindungen ausgedehnt. Die BahnCard wird im NRW-Tarif teilweise anerkannt.

## Verkehrsmittel
Der NRW-Tarif gilt in allen Verkehrsmitteln, die Verbund- oder Gemeinschaftstarife anwenden.
Dazu zählen
- alle Züge des Nahverkehrs in Nordrhein-Westfalen:
  - die Regional-Express, Regionalbahn- und S-Bahnen der DB
  - die Nahverkehrszüge weiterer Eisenbahnverkehrsunternehmen
- alle Stadt- und Straßenbahnen in NRW 
einschließlich der Wuppertaler Schwebebahn, der H-Bahn in Dortmund sowie dem SkyTrain am Flughafen Düsseldorf
- alle Stadt- und Regionalbuslinien (auch O-Busse in Solingen), außerdem
- die Stadtbusse in Osnabrück

Der NRW-Tarif gilt grundsätzlich nicht in den Zügen des Fernverkehrs sowie auf wenigen Buslinien, die keinen Verbund- oder Gemeinschaftstarif anwenden (z. B. Nachtbuslinien in Bielefeld).

## Fahrkartensortiment
Der NRW-Tarif unterscheidet zwei Ticketarten:
- Pauschalpreistickets sind:
  - a) Zeitkarten (hierzu gehören auch die Tageskarten) für beliebig viele Fahrten innerhalb der Geltungsdauer im gesamten Regionalverkehr des Landes NRW oder
  - b) Einzelfahrkarten für eine Fahrt mit einer durch Zeitvorgabe eingeschränkten Entfernung (SchöneFahrtTicket NRW mit Gültigkeit für zwei Stunden, keine Rück- oder Rundfahrten). Sie sind nicht an einen konkreten Reiseweg gebunden. Das FahrradTicket NRW ist ein Tagesticket, das in Zusammenhang mit allen Fahrkarten des NRW-Tarifs genutzt werden kann.
- Relationspreistickets sind Fahrkarten für einen festgelegten Reiseweg. Sie werden als Einzeltickets oder Zeitkarten (Wochen-, Monatskarten) ausgegeben. Die Anfahrt zum Startbahnhof und die Abfahrt vom Zielbahnhof mit kommunalen Verkehrsmitteln (Stadtbahn, Stadtbus) oder Regionalbussen ist immer inbegriffen.

Relationspreistickets gibt es auch als Anschlussticket z. B. zu Zeitkarten der regionalen Verbundtarife. Sie können immer genutzt werden, wenn eine Fahrt über den Geltungsbereich einer Zeitkarte hinaus in einen anderen Kooperationsraum geht und kein Übergangstarif bzw. Tarifkragen besteht. Zu beachten ist hier, dass man z. B. mit VRS-Semesterticket für eine Fahrt von Bonn nach Wuppertal ein Anschlussticket vom VRS in den VRR kaufen kann. Für die Rückfahrt muss dann aber entweder bereits in Bonn ein Rückfahrtticket oder in Wuppertal ein VRR-Ticket bis zur Verbundgrenze gekauft werden. Maßgeblich für die Berechnung ist jeweils der letzte Bahnhof im Geltungsbereich der vorhandenen Zeitkarte.
| Zweck                  | Bezeichnung                           | Fahrkartenart                                          | Relationspreis (RPT)        | Pauschalpreis (PPT)         |
| ---------------------- | ------------------------------------- | ------------------------------------------------------ | --------------------------- | --------------------------- |
| Für eine Fahrt         | SchöneReiseTicket NRW                 | Einzelfahrt Erwachsene/Kind                            | Grünes Häkchensymbol für ja |                             |
| Für eine Fahrt         | SchöneFahrtTicket NRW                 | 2 Stunden Erwachsene/Kind                              |                             | Grünes Häkchensymbol für ja |
| Für eine Fahrt         | SchöneReiseTicket NRW Gruppe          | Einzelfahrt ab 6 Erwachsene                            | Grünes Häkchensymbol für ja |                             |
| Für eine Fahrt         | AnschlussTicket NRW                   | Zusatzfahrkarte Erwachsene/Kind                        | Grünes Häkchensymbol für ja |                             |
| Für eine Fahrt         | EinfachWeiterTicket                   | Zusatzfahrkarte Zeitticket VRR/VRS/AVV Erwachsene/Kind |                             | Grünes Häkchensymbol für ja |
| Für Hin- und Rückfahrt | SchöneReiseTicket NRW Hin&Rück        | Erwachsene/Kind                                        | Grünes Häkchensymbol für ja |                             |
| Für Hin- und Rückfahrt | SchöneReiseTicket NRW Gruppe Hin&Rück | ab 6 Erwachsene                                        | Grünes Häkchensymbol für ja |                             |
| Für Hin- und Rückfahrt | AnschlussTicket NRW Hin&Rück          | Zusatzfahrkarte Erwachsene/Kind                        | Grünes Häkchensymbol für ja |                             |
| Für einen Tag          | SchönerTagTicket NRW Single           | 9-Uhr-Tageskarte Einzelperson                          |                             | Grünes Häkchensymbol für ja |
| Für einen Tag          | SchönerTagTicket NRW 5 Personen       | 9-Uhr-Tageskarte                                       |                             | Grünes Häkchensymbol für ja |
| Für eine Woche         | SchöneWocheTicket NRW                 | Wochenkarte persönlich                                 | Grünes Häkchensymbol für ja |                             |
| Für einen Monat        | SchönerMonatTicket NRW                | Monatskarte übertragbar                                | Grünes Häkchensymbol für ja |                             |
| Für einen Monat        | SchönerMonatTicket NRW Abo            | Jahresabo übertragbar                                  | Grünes Häkchensymbol für ja |                             |
| Für einen Monat        | Schöne60Ticket NRW Abo                | Jahresabo ab 60 Jahre persönlich                       |                             | Grünes Häkchensymbol für ja |
| Für einen Monat        | SchönerMonatTicket NRW Azubi          | Auszubildende, Schüler                                 | Grünes Häkchensymbol für ja |                             |
| Für einen Monat        | SchönerMonatTicket NRW Azubi Abo      | Auszubildende, Schüler Jahresabo                       | Grünes Häkchensymbol für ja |                             |
| Für ein Jahr           | SchönesJahrTicket NRW                 | Jahreskarte persönlich                                 |                             | Grünes Häkchensymbol für ja |
| Für die Schulferien    | SchöneFerienTicket NRW                | Schüler                                                |                             | Grünes Häkchensymbol für ja |
| Fahrradkarte           | FahrradTagesTicket NRW                | Zusatzticket/Tageskarte                                |                             | Grünes Häkchensymbol für ja |
| Für ein Semester       | Semesterticket NRW                    | Semesterticket                                         | an RPT angelehnt            |                             |

## Tarifbildungsprinzip
Der NRW-Tarif gilt stets von „Haus zu Haus“. Der Fahrschein schließt hierzu wie bei den Verbund- und Gemeinschaftstarifen die Fahrt mit allen Nahverkehrsmitteln (also ohne IC-, ICE- und Thalys-Züge) ein.

## Fahrkartenkauf
Die Vertriebswege sind je nach Fahrkartenart unterschiedlich.
- Pauschalpreistickets werden von allen Verkehrsunternehmen in NRW (Bahn, Bus oder Stadt-/Straßenbahn) und über das Internet als Online-Ticket verkauft.
- Relationspreistickets werden im Wesentlichen nur in den DB-Reisezentren und DB-Agenturen und über die Fahrkartenautomaten der Eisenbahnverkehrsunternehmen in NRW verkauft. Um den flächendeckenden Vertrieb des Tarifs auch außerhalb der angestammten Vertriebswege für Schienenfahrausweise sicherzustellen, wurde zum 1. April 2008 ein spezielles Online-Ticket NRW (Kombination aus DB-Online-Ticket und Ticket2Print der DSW21) eingeführt, das über die Online-Reiseauskunft der DB erworben werden kann. Hintergrund ist, dass der Vertrieb über die Verkaufssysteme der kommunalen Unternehmen wegen der notwendigen hohen Investitionen bei zu erwartendem relativ geringen Absatz bislang nicht umgesetzt werden konnte.

## Besonderes
Für die Mitnahme von Fahrrädern im NRW-Tarif gibt es das FahrradTagesTicket NRW. Es handelt sich dabei um eine Fahrrad-Tageskarte für beliebig viele Fahrten. Der Preis liegt zurzeit etwas unter dem des Fahrrad-Tagestickets des Deutschlandtarifs. Auf einigen Linien des Schienenverkehrs (Betreiber: NordWestBahn) wird für die Fahrradmitnahme eine Reservierung empfohlen, Fahrgäste mit Fahrrad werden jedoch – soweit Platz vorhanden ist – auch ohne Voranmeldung befördert.
Kinder unter sechs Jahren und Hunde können unentgeltlich im NRW-Tarif mitgenommen werden.
Andere Haustiere werden unentgeltlich befördert, wenn sie in geeigneten Behältern untergebracht sind und wie Handgepäck befördert werden können.